# Villadepera
Villadepera est une municipalité espagnole de la communauté autonome de Castille-et-León et de la province de Zamora. En 2015, elle compte 242 habitants et 183 au 1er janvier 2022..

## Géographie
La ville de Villadepera est située dans le parc naturel d'Arribes del Duero , au sud-ouest de la province de Zamora, à une altitude d'environ 765 m, dans l'ancien paysage culturel Sayago . La capitale provinciale, Zamora, se trouve à 45 km à l'est. Le climat tempéré est influencé par intermittence par l'océan Atlantique ; La pluie (environ 550 mm/an) tombe principalement pendant les mois d'hiver.

## Démographie
| Année      | 1857 | 1900 | 1950 | 2000 | 2020 | 2022  |
| Population | 686  | 788  | 579  | 278  | 197  | 183 . |

Depuis les années 1950, en raison de la mécanisation de l'agriculture , de l'abandon des petites exploitations agricoles et du chômage qui en résulte, la population n'a cessé de décliner.